# Trevor McFur in the Crescent Galaxy
Trevor McFur in the Crescent Galaxy är ett sidscrollande shoot 'em up-spel utgivet 1993 till Atari Jaguar. Tillsammans med Cybermorph släpptes spelet samtidigt som konsolen.

## Handling
Spelet utspelar sig i den fiktiva "Halvmåne-galaxen", som Trevor McFur skall rädda från Odd-It. Banorna är förlagda till planeten Cosmolites naturliga satelliter Osseous, en blek himlakropp, Grottoneria som är full av grottor, Zephyria som saknar fast yta och består av flytande gaser, Equilibriumite', som bildats då två asteroider kolliderat och främst består av träskmarker, och slutligen på Cosmolite, som är en så kallad stadsplanet.

### Fotnoter
1. 1 2  "Trevor McFur in the Crescent Galaxy." IGN. Hämtdatum: 18 juni 2014.